# ノーベル財団

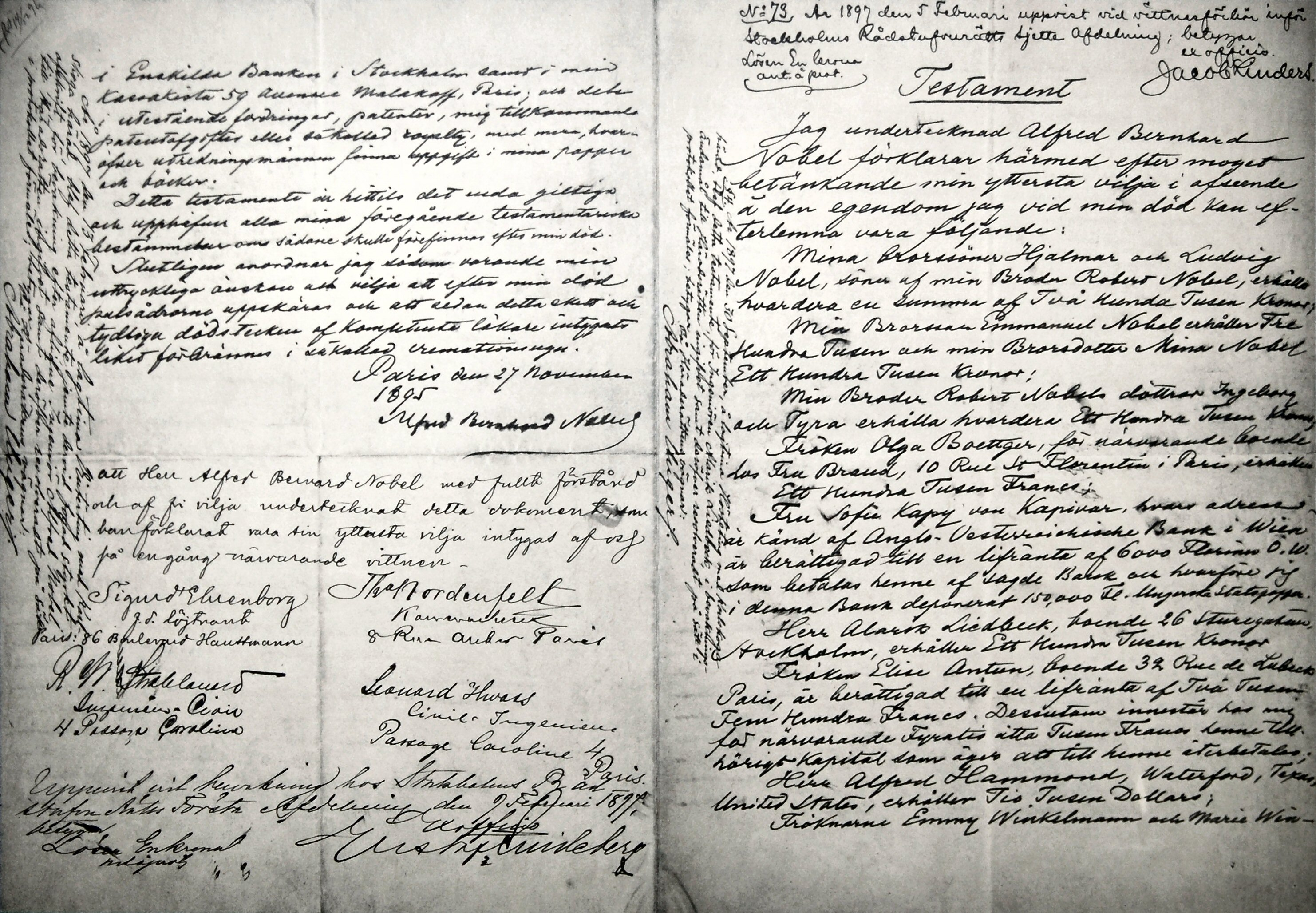
アルフレッド・ノーベルの遺言書（1895年11月27日署名）

ノーベル財団（典: Nobelstiftelsen、英: Nobel Foundation）は、ダイナマイトの発明者アルフレッド・ノーベルによって創設された、彼の遺産管理とノーベル賞を主催する財団である。所在地はスウェーデン・ストックホルム。
ノーベルの遺言に基づくノーベル賞はノーベル物理学賞、ノーベル化学賞、ノーベル生理学・医学賞 、ノーベル文学賞、そしてノーベル平和賞の各分野において多大な功績を達成した人物に対して授与される学術的顕彰である。